# Câbles de Cortaillod
Les Câbles de Cortaillod est une fabrique suisse de câbles.

## Histoire

### Fondation et fin duXIXesiècle
L'entreprise est fondée à Cortaillod en 1879 par l'entrepreneur Edouard Berthoud et l'ingénieur François Borel (1842-1924), inventeur d'une presse à plomb,. Grâce à cette presse, l'entreprise est la première à produire des câbles électriques sous gaine de plomb. Ce système permettait de produire des câbles isolés (sans pertes électriques), mais qui étaient aussi isolés des effets de l'eau et de la pression mécanique. Il a permis de placer les câbles de manière souterraine et de mettre fin aux fils électriques qui encombraient les villes.
La société fondée au printemps 1879 est d'abord appelée Berthoud, Borel & Cie (siège à Cortaillod) et a son siège à Cortaillod. En 1881, le siège est transféré à Paris et l'entreprise prend le nom de Société anonyme des câbles électriques, système Berthoud, Borel et Cie. C'est toutefois dans l'usine de Cortaillod, devenue une succursale, que continuent à avoir lieu la production et la recherche. Le 28 janvier 1884, le siège de la société est rappatrié à Cortaillod et elle prend alors le nom de Société d'exploitation des câbles électriques, système Berthoud, Borel et Cie (abrégée SECE ou Câbles de Cortaillod),,.
Le système de câble électriques sous gaines de plomb s'est généralisé en Europe après la pose d'un tel câble sous le tunnel ferroviaire de l'Arlberg, en Autriche, en 1884. En Suisse, le système est adopté par la Confédération vers 1886. Alors que des câbleries concurrentes ouvrent leur porte à Cossonay et à Brugg, les Câbles de Cortaillod ouvrent une succursale à Lyon en 1896.

### Première moitié duXXesiècle
Au début du XXe siècle, les Câbles de Cortaillod comptent 90 employés L'entreprise développe progressivement un système de protection sociale et crée, en 1909, une caisse de retraite pour les ouvriers, dont la couverture sera étendue aux employés en 1921. En 1919, l'entreprise met également sur pied une Caisse de secours pour les ouvriers qui ne peuvent pas travailler pour cause de maladie. Une commission ouvrière est également instituée cette année-là. En 1929, une semaine de congés payés est introduite.
Peu avant la Première Guerre mondiale, l'entreprise agrandit par ailleurs son usine de Cortaillod, mais la production chute de 40% pendant le conflit. Si la situation s'améliore après la fin de la guerre grâce à l'électrification des chemins de fer et à la pose des lignes téléphoniques, les Câbles de Cortaillod ne retrouveront plus leur dimension européenne et produisent désormais essentiellement pour le marché suisse. En 1921, les Câbles de Cortaillod concluent un accord avec la Bell Telephone Company lui permettant d'utiliser une technologie américaine pour les appels téléphoniques à longue distance. En 1933, l'entreprise emploie 212 personnes. La Grande Dépression affecte l'entreprise qui doit réduire les salaires et le temps de travail de son personnel. Pendant la Seconde Guerre mondiale, elle connaît par ailleurs des difficultés d'accès aux matières premières et, en raison de la mobilisation, à la main d’œuvre.

### Seconde moitié duXXesiècle
Après la fin du conflit, les ventes augmentent régulièrement jusqu'à la crise économique provoquée par le Premier choc pétrolier de 1973-1974. Pendant cette période, l'entreprise crée une série de clubs sportifs destinés à ses employés. Les Câbles de Cortaillod emploient 500 personnes en 1954, 712 en 1974, mais plus que 660 en 1979.
L'entreprise a été transformée en holding en 1975 et elle absorbe la SA de Câbleries et tréfileries de Cossonay et le fabricant de fils isolé Breitenbach. Elle a été reprise par Alcatel-Alsthom en 1994. Cette dernière entreprise s'est séparée de son secteur de fabrication de câbles, en créant une entreprise, Nexans, en 2000. Nexans est entré à la bourse de Paris en 2001. Le site de Cortaillod est le siège de Nexans Suisse.